# Guyana
Guyana, formellt Kooperativa republiken Guyana, tidigare Samväldesriket Guyana, är en stat i norra Sydamerika vid Atlanten. Guyana gränsar till Brasilien, Surinam och Venezuela. Surinam gör anspråk på områden i östra Guyana och Venezuela på områden i västra delen. Guyanas kontakter med Brasilien är dock goda. Det är det enda land i Sydamerika där engelska är officiellt språk. Guyana är ett indianskt ord som betyder "vattnens land" vilket stämmer bra då Guyana är ett av världens tio vattenrikaste länder enligt vattenindex. Guyana har även många floder i sitt inland och i bergen i väster kan man hitta Monte Roraima, där gränserna för Guyana, Brasilien och Venezuela möts. Området är känt för sina vattenfall, där Kaieteurfallet är ett av världens högsta med sina 226 meter i total fallhöjd. 
Guyana tillämpar vänstertrafik, vilket grannlandet Surinam också gör. Guyana är det glesast befolkade landet i hela Amerika.

## Historia
Innan européerna kom till Guyana beboddes regionen av karibiska och arawakiska stammar som benämnde området Guiana, vilket betyder land med många vatten. Holländarna besatte Guyana i slutet av 1500-talet men deras kontroll av området upphörde när britterna blev styrande 1796. 1815 blev kolonierna Essequibo, Demerara och Berbice officiellt överlämnade till Storbritannien vid Wienkongressen, och blev 1831 det område som kallades Brittiska Guyana. Efter avskaffandet av slaveriet 1834 hämtades arbetare framför allt från Indien, Portugal och Kina för att ersätta de slavar som tidigare hade arbetat på sockerplantagerna. Detta stoppades av britterna 1917. Många av de tidigare afroguyananska slavarna flyttade till städerna där de blev den största etniska gruppen, medan indoguyananerna blev den största gruppen på landsbygden. Ett system 1862 för att hämta svarta arbetare från USA misslyckades. Den lilla grupp av indianer som finns i Guyana lever i inlandet.
De människor som hämtades från olika delar av världen har för det mesta samverkat fredligt. Slavuppror, som exempelvis det som 1763 leddes av Guyanas nationalhjälte Cuffy, visade på en önskan om grundläggande rättigheter men även på en vilja att förhandla. Politiskt influerade rasistiska oroligheter mellan afroguyananer och indoguyananer inträffade 1962-1964 samt efter valen 1997 och 2001. Den i grunden konservativa och kooperativa läggningen inom det guyananska samhället har vanligen bidragit till att kyla ner de rasistiska spänningarna, men är fortfarande Guyanas största sociala problem.
Den guyananska politiken har periodvis varit turbulent. Det första moderna politiska partiet i Guyana var People's Progressive Party (PPP), som bildades 1 januari 1950 med Forbes Burnham, en brittiskt utbildad afroguyan, som ordförande; Cheddi Jagan, en amerikanskt utbildad indoguyan som vice ordförande, samt dennes fru, den amerikanskfödda Janet Jagan som generalsekreterare. PPP fick 18 av 24 platser i det första parlamentsvalet som tilläts av den koloniala regeringen 1953, och Cheddi Jagan blev då talman och jordbruksminister i regeringen. Fem månader senare, 9 oktober 1953, upphävde britterna konstitutionen och skickade soldater till området på grund av, som de uppgav, att Jagan och PPP planerade att göra Guyana till en kommuniststat. Dessa händelser ledde till en splittring inom PPP, där Burnham lämnade partiet och bildade People's National Congress (PNC).
Val tilläts igen 1957 och 1961, och Jagans parti vann båda valen, med 18 procent av rösterna 1957 och 43 procent 1961. Cheddi Jagan blev den förste premiärministern i Brittiska Guyana, en befattning som han innehade i sju år. Vid en konstitutionell konferens i London 1963, gick den brittiska regeringen med på att förklara kolonin oberoende men endast efter ytterligare ett val där en proportionell representation skulle införas för första gången. Det ansågs att detta system skulle minska antalet platser för PPP och hindra partiet från att få ensam majoritet i parlamentet. Valen i december 1964 gav PPP 46 procent av rösterna, PNC 41 procent och United Force (TUF), ett konservativt parti 12 procent. TUF lade sina röster i församlingen på Forbes Burnham som därmed blev premiärminister.
(Se Guyana som samväldesrike) Guyana blev oberoende i maj 1966 och republik 23 februari 1970, på årsdagen av Cuffys slavuppror. Från december 1964 fram till sin död i augusti 1985, styrde Burnham Guyana alltmer autokratiskt, först som premiärminister och senare, efter införandet av en ny konstitution 1980, som verkställande president. Under den tidsperioden ansåg utländska betraktare att valen i Guyana var bedrägliga. Mänskliga och civila rättigheter undertrycktes och två uppmärksammade politiska mord inträffade; jesuitprästen och journalisten Bernard Darke i juli 1979, samt historikern och ledaren för det politiska partiet WPA, Walter Rodney i juli 1980. Personer med kopplingar till Forbes Burnham anses ligga bakom båda dödsfallen.
Efter Burnhams död 1985 tillträdde premiärminister Hugh Desmond Hoyte presidentposten och valdes formellt i december i de nationella valen 1985. Hoyte förändrade gradvis Burnhams politik, med en förflyttning från statssocialism och enpartikontroll, till marknadsekonomi och obegränsad press- och mötesfrihet. Den 5 oktober 1992 valdes en ny nationalförsamling och regionala rådsförsamlingar i de första valen sedan 1964 som internationellt ansågs som demokratiska och rättvisa. Cheddi Jagan svor presidenteden 9 oktober 1992.
När president Jagan avled i mars 1997, ersattes han enligt de konstitutionella bestämmelserna av premiärminister Samuel Hinds. President Jagans änka, Janet Jagan, valdes till president i december 1997. Hon avgick på grund av hälsoproblem i augusti 1999 och efterträddes av finansminister Bharrat Jagdeo, som hade blivit premiärminister en dag tidigare. Nationella val hölls 19 mars 2001. Den sittande presidenten Jagdeo återvaldes efter att ha fått 90 procent av rösterna. Han blev återvald igen i valet 28 augusti 2006, det första fredliga valet på mer än 20 år.
Natten till lördagen den 26 januari 2008 sköts elva bybor, varav minst fem barn, ihjäl i den lilla byn Lusignan. Tusentals boende i trakten protesterade med våldsamma demonstrationer. President Jagdeo anklagade männen bakom massakern för att vilja sprida misstro mellan olika etniska grupper i landet. Brottslingen Rondell Rawlins är en av de misstänkta bakom dådet. Rondell Rawlins sköts ihjäl 28 augusti 2008 av den guyanska militären.
I maj 2015 valdes David Granger till president efter Donald Ramotar som hade haft makten sedan 2011. Granger i sin tur förlorade valet i augusti 2020 till den nuvarande presidenten Irfaan Ali.

## Geografi

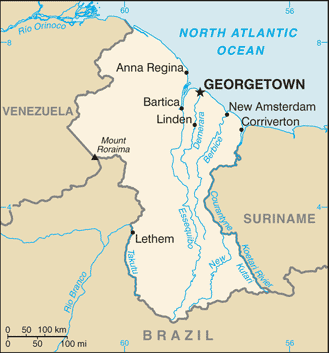
Guyana

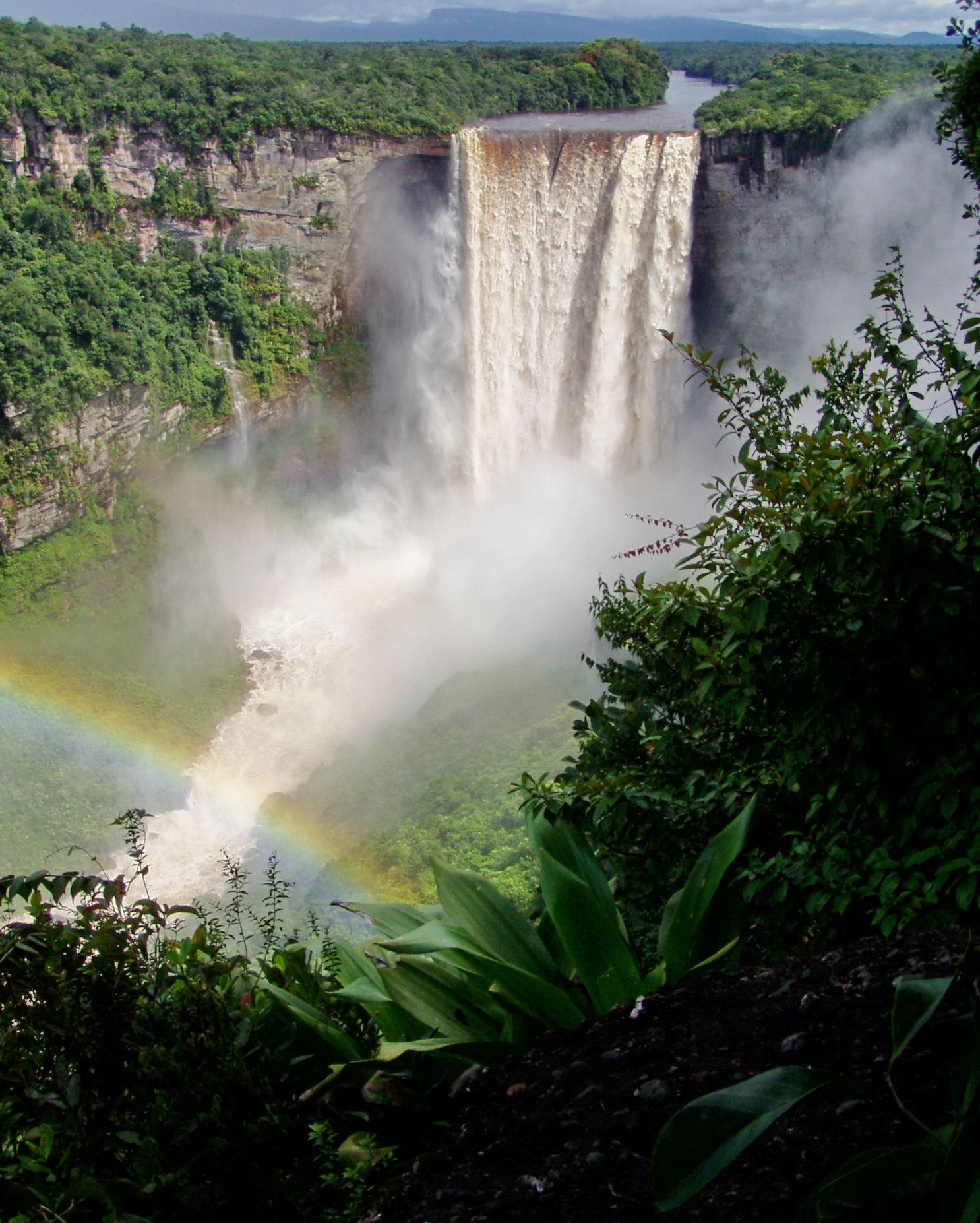
Kaieteurfallet

### Topografi
Guyana är omkring 214 970 kvadratkilometer stort och ligger mellan den 1:a och 9:e latituden och 56:e och 62:a longituden. Den atlantiska kustlinjen i nordost är 430 kilometer lång. Landet gränsar till Venezuela i väst, Brasilien i söder och väster samt Surinam i öster. Guyana består av tre huvudsakliga geografiska zoner: Kustslätterna, det vita sandbältet och det höglänta inlandet.
Kustslätterna utgör fem procent av landets yta och innefattar nittio procent av landets befolkning. Slätterna är mellan fem och sex kilometer breda och sträcker sig från Courantynefloden i öster till den venezuelanska gränsen i nordväst.
Slätterna består i huvudsak av uppslammad lera som förs ut i havet via Amazonfloden, därefter norrut av havsströmmarna för att slutligen stanna på de guyananska stränderna. Leran lägger sig som ett lager över de vita stränderna och lera som kommer från erosion av berggrunden i inlandet och som har förts ut mot havet via Guyanas floder. Eftersom stora delar av kustslätterna översvämmas vid tidvatten har fördämning och dränering av området pågått sedan 1700-talet.
Guyana har ingen väldefinierad kustlinje eller sandstränder. Närmare havet tappar terrängen gradvis i höjd tills den består av träskområden och sumpmark. Mellan växtgränsen och havet finns ett område av gyttja, grund och sandbankar. Från New Amsterdam sträcker sig dessa gyttjeområden nästan 25 kilometer. Sandbankarna och grunden utgör hinder för skeppstrafik och anlöpande fartyg måste delvis lossa lasten för att nå hamnarna i Georgetown och New Amsterdam.
Ett träskområde bildar en barriär mellan de vita sandkullarna i inlandet och kustslätterna. Dessa träsk, som bildades då vattnet förhindrades att översvämma odlingarna vid kusten genom en rad dammar, tjänar som vattenreservoarer under torrperioder.
Det vita sandbältet ligger söder om kustområdet. Detta område är 150 till 250 kilometer brett och består av låga sandkullar blandat med bergsklippor. På den vita sanden växer en tät lövskog, men sanden är inte odlingsbar för grödor så om träden försvinner eroderar den snabbt. Det mesta av Guyanas fyndigheter av bauxit, guld och diamant finns i denna region.
Det största av Guyanas tre geografiska områden är det höglänta inlandet som består av en rad platåberg och savanner som sträcker sig från sandbältet till landets södra gräns. Pakaraimabergen dominerar den västra delen av höglandet. I denna region finns några av de äldsta sedimentklipporna på det västra halvklotet. Berget Monte Roraima vid den venezuelanska gränsen ingår i Pakaraimabergen och är med sina 2 762 meter Guyanas högsta berg. Längre söderut ligger Kaieteurplatån, ett brett och klippigt område som ligger omkring 600 meter över havet. De lägre Acaraibergen ligger vid den södra gränsen mot Brasilien.
Mycket av höglandet består av gräsvidder, där den största är Rupununisavannen som täcker omkring 15 000 kvadratkilometer i södra Guyana och även sträcker sig in i Venezuela och Brasilien. I Guyana delas savannen av Kanukubergen i en nordlig och en sydlig region. Det glesa gräset på savannen tillåter den i allmänhet endast att användas som betesmark även om amerindianska grupper har odlingar längs Rupununifloden och vid foten av Kanukubergen.

### Hydrografi

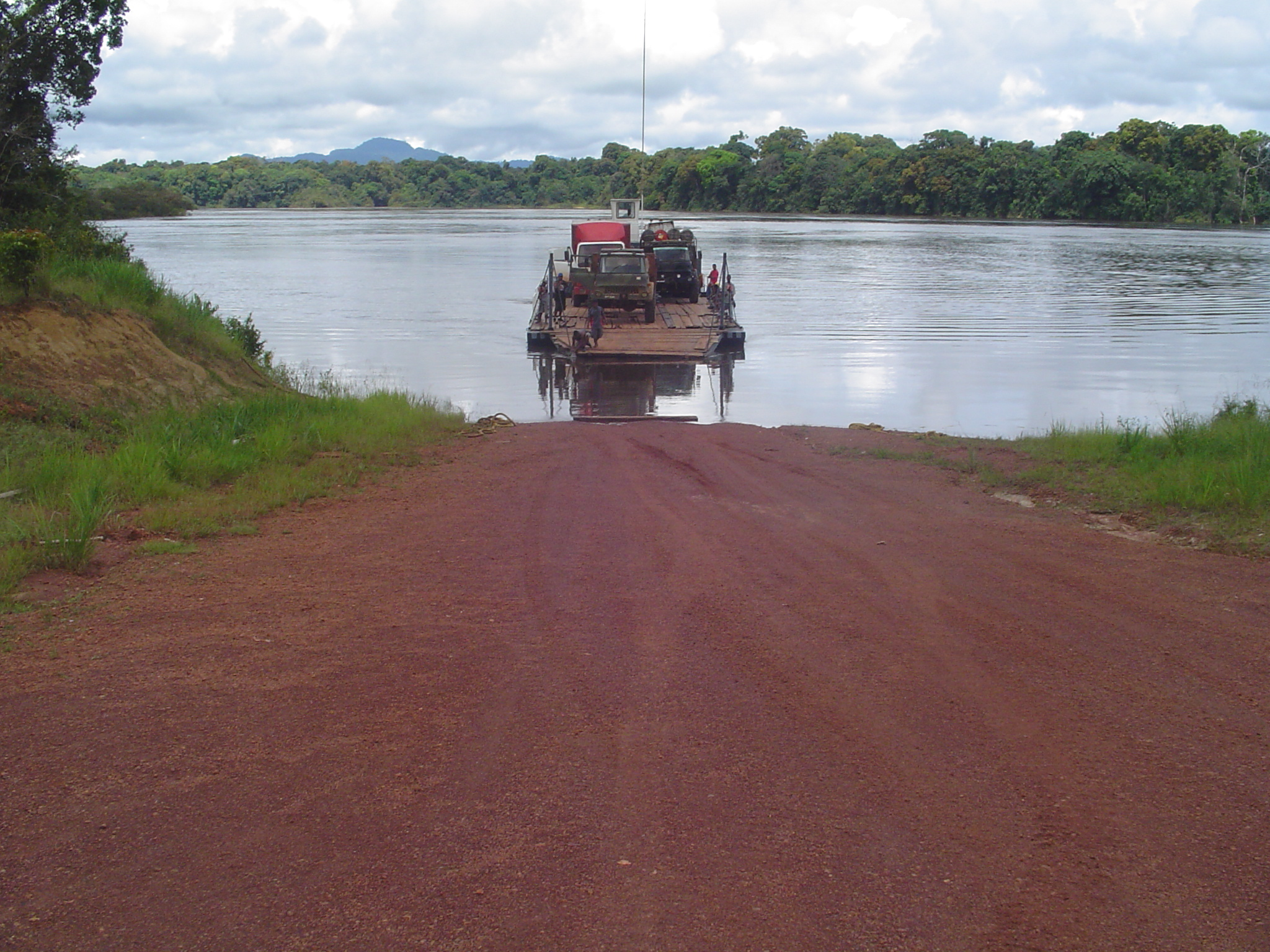
En pontonfärja på Essequibofloden

Guyana är ett vattenrikt land. De många floderna rinner ut i Atlanten, vanligen i nordlig riktning. Flera floder i västra Guyana dränerar dock Kaieteurplatån och rinner därför i västlig riktning ut i Essequibofloden. Essequibo, landets största flod, rinner från den brasilianska gränsen i söder till ett stort floddelta väster om Georgetown. Floderna i östra Guyana skär igenom kustområdet och gör det svårt att färdas mellan öster och väster samt till inlandet. Vattenfall begränsar i allmänhet transportmöjligheterna till de lägre delarna av floderna. En del vattenfall är mycket höga, som exempelvis Kaieteurfallet som med sina 226 meters fallhöjd är fyra gånger så högt som Niagarafallen.
Dräneringen i den största delen av Guyana är dålig och floderna rinner sakta på grund av den låga lutningen, i genomsnitt en meter var femte kilometer. Träsk och områden med periodvisa översvämningar finns över hela landet utom i bergsregionerna. Alla nya markprojekt kräver omfattande nätverk av dränering innan de kan användas för jordbruk. Genomsnittet per kvadratkilometer för t.ex. sockerplantager är 6 kilometer bevattningskanaler, 18 kilometer huvuddiken och 18 kilometer sidodiken som tillsammans utgör nästan en åttondel av ett genomsnittligt sockerfält. Vissa av de större egendomarna har mer än 550 kilometer kanaler och i hela Guyana finns mer än 8 000 kilometer. Georgetown ligger under havsnivån och är beroende av vallar som skydd mot Demerarafloden och Atlanten.

### Klimat
Guyana har ett tropiskt klimat med nästan enhetligt höga temperaturer, hög luftfuktighet och mycket nederbörd. Säsongsvariationerna i temperaturerna är små, speciellt vid kusten. Även om inte temperaturen blir farligt hög, kan kombinationen av värme och luftfuktighet periodvis vara tryckande. Hela området påverkas av nordostliga passadvindar och mitt på dagen och under eftermiddagarna drar sjöbrisen in över kusten.
Temperaturerna i Georgetown är relativt konstanta med en genomsnittlig högsta temperatur under den varmaste månaden, juli, på 32 °C och lägsta temperatur på 24 °C. Under februari, som är den kallaste månaden, ligger den genomsnittliga temperaturen mellan 29 °C och 23 °C. Den högsta temperatur som har uppmätts i huvudstaden är 34 °C och den lägsta 20 °C. Luftfuktigheten är i genomsnitt 70 procent hela året. Områden i inlandet har obetydligt större variationer i dagstemperaturen och nattemperaturer ner mot 12 °C har uppmätts. Luftfuktigheten är något lägre med i genomsnitt 60 procent.
Nederbörden är störst i nordväst och lägst i sydost och inlandet. Genomsnittet vid kusten nära den venezuelanska gränsen är omkring 250 centimeter, längre österut vid New Amsterdam 200 centimeter och vid Rupununisavannen i södra Guyana 150 centimeter. Områden på den nordöstra sidan av bergen, som är utsatta för passadvindar, kan få nederbördsmängder på 350 centimeter per år. Regnet kommer under hela året men omkring 50 procent av årsnederbörden faller under sommarens regnperiod i maj-juli längs kusten och april-september längre inåt landet. Kustområdena har ytterligare en regnperiod mellan november och januari. Regnet faller i allmänhet som skyfall under eftermiddagarna eller vid åskoväder. Helt mulna dagar är ovanliga, de flesta dagar har mellan fyra och åtta timmar sol från morgonen till tidig eftermiddag.

### Växt- och djurliv

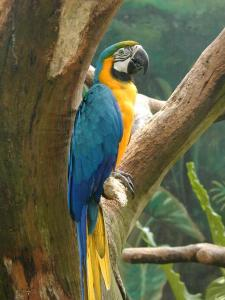
Blågul ara

Guyana har den största biologiska mångfalden bland CARICOM-länderna och har skrivit under en överenskommelse om samarbete inom Amazonområdet. Landet tillhör de fem mest skogstäta områdena i världen och avskogningen i landet är obefintlig. I augusti 1994 ratificerade landet konventionen om biologisk mångfald som var resultatet av Förenta nationernas konferens om miljö och utveckling i juni 1992. Guyana ser i sin nationella strategi den biologiska mångfalden som viktig för jordbruket, genetiska, sociala, ekonomiska, vetenskapliga och estetiska mål.
Kaieteur National Park har ett samarbete med Smithsonian Institution för forskning inom nationalparken. Smithsonian Institute påbörjade sitt arbete 1909 och en mer omfattande forskning påbörjades 1982. Institutets samlingar finns på The Smithsonian Natural History Museum i Washington, D.C..
Guyanas djurpopulation är av stor mångfald. Tack vare enorma områden av orörd regnskog finns det ett rikt djurliv med allt från jaguarer, kolibrier, papegojor och pirayor till reptiler.
Regnskogen Iwokrama har en storlek på omkring 375 000 hektar. Jämfört med skogar i samma storlek har området världens största samling av fiskarter, bland annat världens största sötvattenfisk, arapaima. Där finns även världens största 
- kajman - svart kajman
- myrslok - jättemyrslok
- utter - jätteutter
- sötvattensköldpadda - jätteflodsköldpadda
- orm - Grön anakonda
- huggorm - buskmästare
- gnagare - kapybara

I Iwokrama finns omkring 200 däggdjursarter, 500 fågelarter, 420 fiskarter samt 150 olika groddjur och reptiler. I vattendragen i norra Rupununi finns över 400 olika fiskarter och utrotningshotade djurarter som svart kajman, jätteutter, harpyja och jättesköldpaddor.
Växtriket i Guyana består av omkring 6 000 arter där ärtväxter (Caesalpiniaceae), kokosplommonväxter (Chrysobalanaceae) och paranötsväxter (Lecythidaceae) är vanligt förekommande i skogsområdena.

## Styre och politik

### Författning och styre

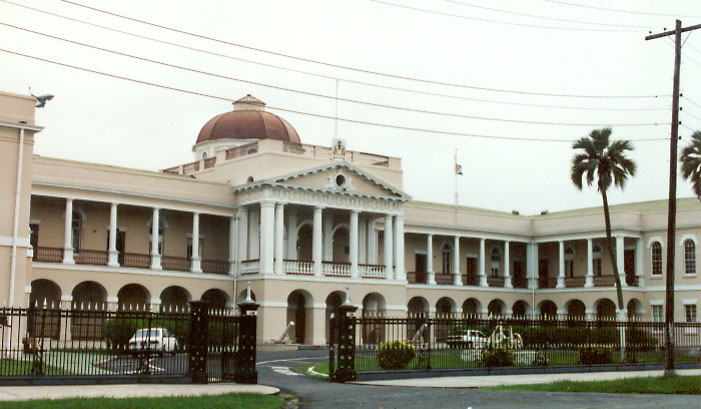
Parlamentsbyggnaden i Georgetown

Den politiska makten ligger hos en flerkammarbaserad nationalförsamling, med 40 ledamöter som har valts proportionellt utifrån namnlistor upprättade av de politiska partierna. Ytterligare 25 ledamöter väljs av regionala administrativa regioner. Den lagstiftande församlingen är inte direktvald, utan genom partiernas nominering av kandidater till nationalförsamlingen. Efter valet väljer partiledaren, utifrån listorna, de personer som ska representera partiet i nationalförsamlingen. Presidenten kan när som helst upplösa församlingen, dock inte senare än fem år efter dess första möte.
Den verkställande myndigheten utövas av presidenten som tillsätter och bestämmer över premiärministern och övriga ministrar. Presidenten är inte direktvald, utan måste nomineras av respektive parti innan valet för att kunna bli president om det partiet får flest röster. Upplösning av församlingen och val av en ny kan leda till att majoriteten ändras och att en ny president tillsätts. De flesta kabinettministrar måste vara medlemmar av nationalförsamlingen eftersom konstitutionen begränsar antalet teknokratiska ministrar till maximalt 5. Teknokratiska ministrar deltar som icke valda ledamöter och har rätt att delta i debatter men får inte rösta.
Den högsta juridiska nivån är appellationsdomstolen, som leds av justitiekanslern. Den näst högsta nivån är Högsta domstolen som leds av en domstolsordförande. Justitiekanslern och domstolsordföranden utses av presidenten.

### Administrativ indelning

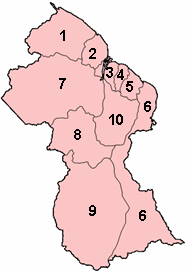
Guyanas administrativa regioner

Guyana är indelat i 10 administrativa regioner som var och en leds av en ordförande för de demokratiska rådsförsamlingarna. Lokala samhällen administreras av by- eller stadsförsamlingar.
| Nr | Region                          | Huvudstad       | Yta km² | Invånar- antal | Invånare per km² |
| -- | ------------------------------- | --------------- | ------- | -------------- | ---------------- |
| 1  | Barima-Waini                    | Mabaruma        | 20 339  | 24 275         | 1,2              |
| 2  | Pomeroon-Supenaam               | Anna Regina     | 6 195   | 49 253         | 8,0              |
| 3  | Essequibo Islands-West Demerara | Vreed en Hoop   | 3 755   | 103 061        | 27,5             |
| 4  | Demerara-Mahaica                | Paradise        | 2 232   | 310 320        | 139,0            |
| 5  | Mahaica-Berbice                 | Fort Wellington | 4 190   | 52 428         | 12,5             |
| 6  | East Berbice-Corentyne          | New Amsterdam   | 36 234  | 123 695        | 3,4              |
| 7  | Cuyuni-Mazaruni                 | Bartica         | 47 213  | 17 597         | 0,4              |
| 8  | Potaro-Siparuni                 | Mahdia          | 20 051  | 10 095         | 0,5              |
| 9  | Upper Takatu-Upper Esseqiubo    | Lethem          | 57 750  | 19 387         | 0,3              |
| 10 | Upper Demerara-Berbice          | Linden          | 17 040  | 41 112         | 2,4              |
|    | Guyana                          | 214 999         |         | 751 223        | 3,5              |

Källa: Bureau of Statistics Guyana, befolkningstäthet 2002.

### Politik
Etnicitet och ideologi har dominerat politiken i Guyana, men efter att People's Progressive Party (PPP) splittrades 1955 har politiken mer dominerats av etnicitet. Mellan 1964 och 1992 dominerades politiken i landet av PNC med stöd framför allt från afroguyananerna i städerna, och under många år beskrev sig partiet som socialistiskt med syfte att göra Guyana till en alliansfri stat där partiet var överordnat alla myndigheter.
En majoritet av indoguyananerna har traditionellt haft sitt stöd hos PPP. Risbönder och sockerarbetare på landsbygden är kärnan i PPP:s stöd. Indoguyananerna som dominerar städernas affärsliv har varit ett viktigt stöd för båda partierna beroende på vilket parti som har suttit vid makten.
Efter oberoendet, och med mycket hjälp utifrån, kunde samhällstjänster ges till en större del av befolkningen, framför allt inom sjukvård, utbildning, bostäder, väg- och brobyggen, jordbruk samt utveckling av landsbygden. Under Forbes Burnhams sista år orsakade dock försöken att bygga ett socialistiskt samhälle, med bland annat importförbud av basvaror, en massemigration bland utbildade arbetare, vilket tillsammans med andra ekonomiska faktorer ledde till en märkbar försämring av levnadsförhållandena i landet.
Efter Burnhams död 1985, vidtog president Hoyte åtgärder för att bromsa nedgången i ekonomin, genom att bland annat stärka den finansiella kontrollen över de statligt ägda bolagen och gynna den privata sektorn. Vid PNC:s kongress i augusti 1987 tillkännagav Hoyte att PNC tog avstånd från gammaldags kommunism och enpartistaten.
När valen 1990 närmade sig öppnade Hoyte gradvis det politiska systemet, under ett ökat tryck både inifrån och utanför Guyana. Efter att Jimmy Carter hade besökt landet 1990, ändrade Hoyte valreglerna och tillsatte en ny ordförande för valkommissionen samt satte samman nya vallistor vilket ledde till att valet försenades. Valen som slutligen blev av 1992 bevittnades av 100 internationella observatörer, bland annat av en grupp ledd av Jimmy Carter och en annan från Samväldet. Båda grupperna lämnade rapporter om att valen hade varit fria och demokratiska trots våldsamma attacker på valkommissionens byggnad under valdagen samt andra oegentligheter.
Cheddi Jagan var premiärminister 1957-1967 och därefter minoritetsledare i parlamentet fram till att han valdes till president 1992. Jagan bildade PPP som ledde kampen för Guyanas självständighet och genom åren förändrade han sin marxism-leninistiska ideologi. Efter att han hade valts till president visade Jagan en inriktning mot demokrati och följde en västinriktad utrikespolitik, öppen marknadsekonomi, samt genomförde förbättringar för Guyanas miljö. Han fortsatte att arbeta internationellt för att utvecklade länder i större omfattning skulle hjälpa mindre utvecklade. Efter hans död valdes hans änka, Janet Jagan, till landets första kvinnliga president.
PNC, som fick strax under 40 procent av rösterna protesterade mot 1997 års valresultat, som de ansåg vara fusk. Demonstrationer och våld följde tills en delegation från CARICOM anlände till Georgetown och lyckades få till stånd en överenskommelse mellan de båda partierna, som innebar en internationell granskning av valresultatet, en omarbetning av konstitutionen samt ett konstitutionellt val inom tre år. Valen ägde rum 19 mars 2001, med mer än 150 internationella observatörer från sex internationella organisationer som bevittnade valet. Observatörerna förklarade valen fria och öppna även om det fanns en del administrativa problem. Liksom 1997 följdes valet av demonstrationer och våld efter att oppositionspartiet PNCR hade protesterat mot valresultatet. De politiska oroligheterna efter valet överlappade delvis en brottsvåg som skakade Guyana mellan våren 2002 och maj 2003. Under sommaren 2003 hade det svåraste våldet avtagit och protesterna mot valutgången var borta. Under våren 2002 började PNC/R en bojkott mot parlamentet efter att, som de ansåg, PPP/C-regeringen inte hade fullföljt en överenskommelse om dialog mellan partierna. I december 2002 avled Desmond Hoyte och ersattes av Robert Corbin som ordförande för PNC/R och oppositionsledare. Under våren 2003 arbetade ledarna för regeringspartierna och oppositionen för en nystart av dialogen, vilket resulterade i att PNC/R återvände till parlamentet samt en gemensam kommuniké i maj 2003. Frånsett ett fåtal datumförsummelser och åtaganden föreföll partierna vara på väg mot ett konstruktivt samarbete, fram till slutet av 2003. En allmän misstro ledde till ett politiskt stillestånd mellan partierna.
Brist på klarhet gällande valreglerna, framför allt när det gällde de emigrerade guyananer som fortfarande stod kvar i röstlängden, ledde till ett politiskt stillestånd som fördröjde valet 2006, eftersom oppositionspartierna krävde att de röstande skulle vara invånare i landet. Valet hölls med 2001 års vallistor, som oppositionen tidigare hade godkänt, samt nyregistreringar. Observatörer betraktade valen 2006 som demokratiska och rättvisa.
Vid valet 2011 blev PPP åter största parti i koalition med Civic (PPP–C), men Donald Ramotar ersatte Bharrat Jagdeo som president. Oppositionen, PNC-Reform (PNC-R), bildade alliansen APNU med mindre partier. Efter hot om en misstroendeomröstning suspenderade Ramotar parlamentet 2014, och valet 2015 gav APNU–AFC en knapp seger, vilket gjorde David Granger till president. Efter en misstroendeomröstning 2018 och ett omtvistat val 2020, där omräkning skedde, utsågs PPP–C som vinnare och Irfaan Ali blev president.

## Ekonomi och infrastruktur

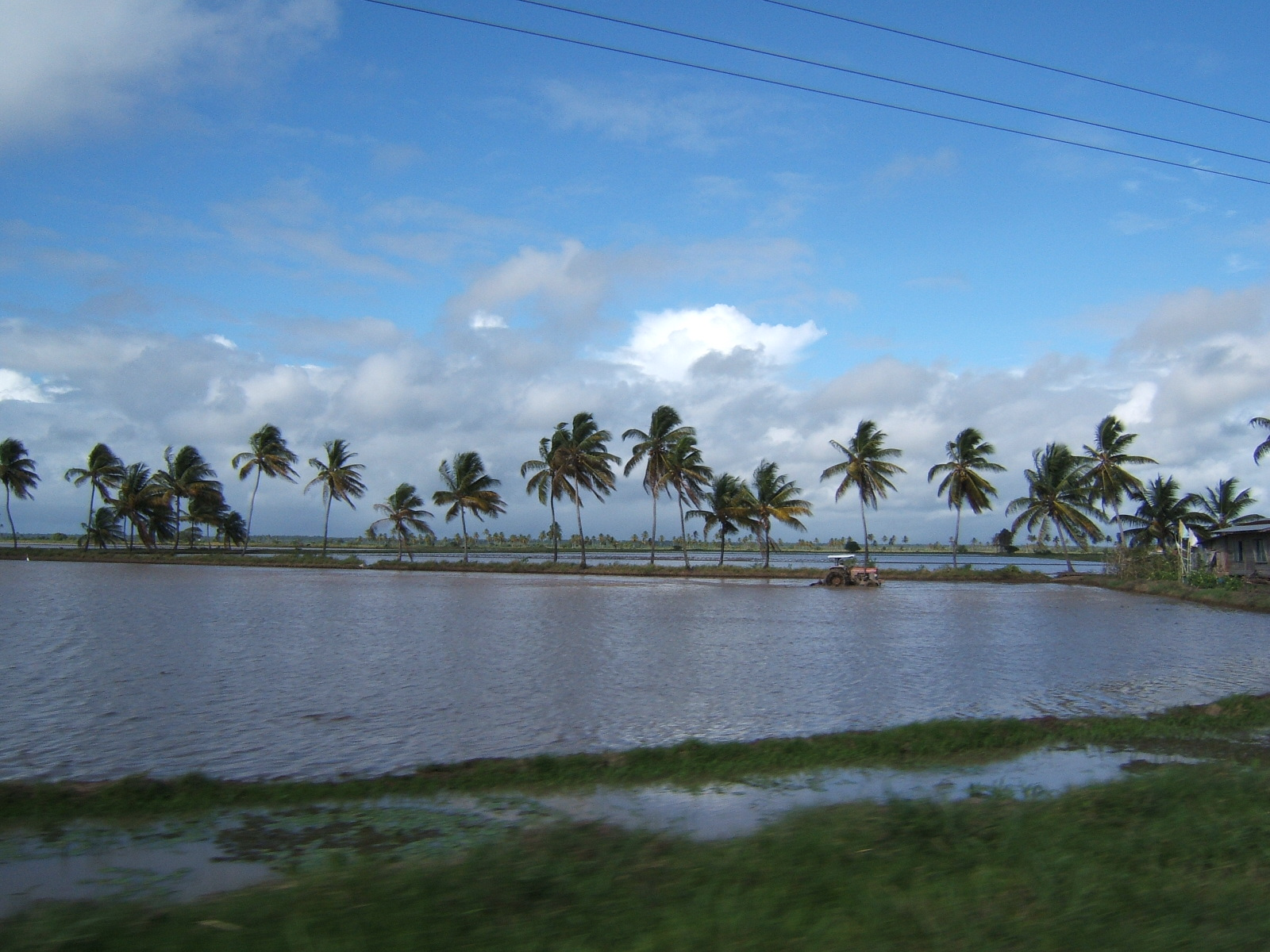
En traktor på ett risfält vid Guyanas kustslätter

Ekonomin utvecklades dramatiskt efter president Hoytes ekonomiska reformer 1989, som resulterade i en ökning av BNP med 6 procent 1991 efter 15 års nedgång. I samarbete med Världsbanken och Internationella valutafonden (IMF) ledde reformerna till att regeringens inblandning i ekonomin minskade, uppmuntrade utländska investeringar, avbetalningar på lån hos andra länder och multilaterala banker samt utförsäljning av 15 av de 41 statligt ägda bolagen. Även det statligt ägda telefonbolaget, skogsbolaget samt ris- och fiskeindustrin privatiserades. Internationella företag anlitades för att leda det stora sockerbolaget, GUYSUCO, och den största statliga bauxitgruvan. Två kanadensiska företag fick tillstånd att utveckla det största gulddagbrottet i Latinamerika. De flesta priskontrollerna avskaffades, lagarna som påverkade gruvdrift och oljeutvinning ändrades och en investeringspolitik som gynnade utländska investeringar infördes, liksom skattereformer som gynnade export och jordbruk. Guyanas ekonomi hade en måttlig tillväxt i början av 2000-talet, beroende på utveckling i jordbruket och gruvdriften, ett bättre affärsklimat, en anpassad växelkurs, låg inflation och stöd från internationella organisationer. Kroniska problem är brist på utbildad arbetskraft och en outvecklad infrastruktur. 
Jord- och skogsbruk, fiske och gruvindustri har traditionellt varit de viktigaste näringarna i Guyanas ekonomi, där socker, bauxit, ris, timmer, fisk och guld stod för 70-75 procent av exporten 2006. Under 2005 och 2006 bidrog skogs- och fiskesektorn med 15-20 procent av exporten. Framför allt skogsindustrin anses vara en stark inkomstkälla för landet. Industrin står under hård granskning då ledningen har ifrågasatts och för misstankar om framtvingade kontrakt. Regeringen överväger krav på att förbjuda den typen av virke till förmån för värdefullare exportmöjligheter som kan ge mer utländsk valuta till landet.
Guyanas oljereserver per invånare är bland de största i världen, och landet har haft den snabbaste ekonomiska tillväxten av alla under 2022 och 2023. Landet har måttlig inflation och en relativt låg statsskuld om 31,2% av BNP. Myndigheterna uppmuntrar guyaner som bor utomlands att komma hem för att stävja arbetskraftsbristen. Landet tar också hand om tiotusentals venezuelaner på flykt.

### Näringsliv

#### Energi och råvaror

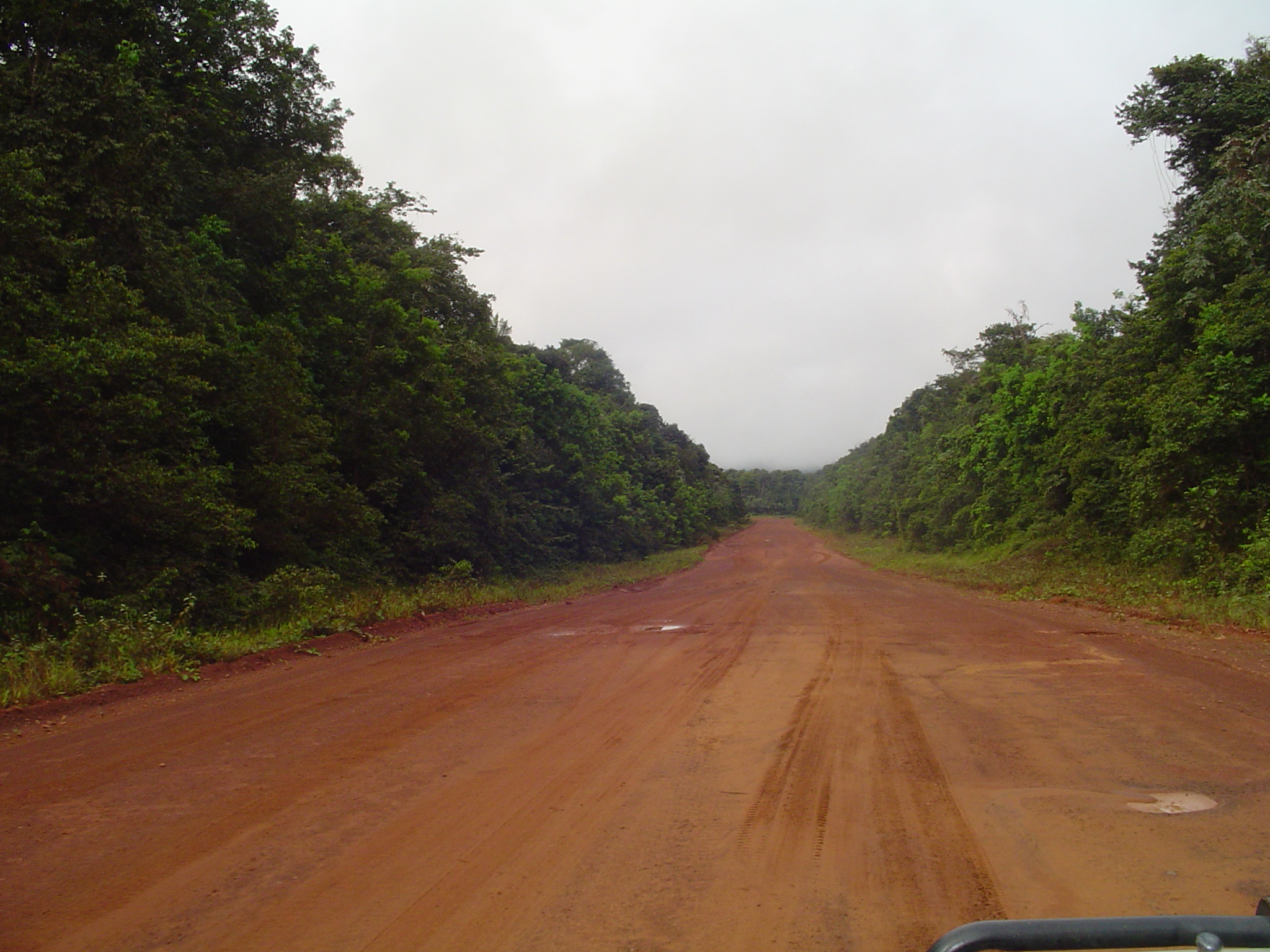
Mabura Road i Linden.

Energitillgångarna i Guyana är viktiga men underutnyttjade, särskilt de rika vattenkraftresurserna i inlandet, som trots begränsad användning spelar en roll i elproduktionen och mineralindustrin. Landets energibehov täcks dock till stor del av importerad olja, vilket utgör en betydande del av importen.
När det gäller naturtillgångar har bauxit länge varit central, trots minskad produktion under 1980- och 90-talen. Produktionen återhämtade sig något under 2000-talet, med brytningsområden nära Linden och Kwakwani. Guldproduktionen har ökat kraftigt sedan 1990-talet och är nu en viktig exportkälla, medan även diamantbrytning spelar en roll.

### Handel
I början av 2024 utgjorde råolja 92,3% av den totala exporten. Importen utgjordes huvudsakligen av bränsle och smörjmedel, järn/stål och maskiner. Förenta staterna, Trinidad och Tobago och Kina är de viktigaste importnationerna medan exporten främst sker till Nederländerna, Storbritannien och Panama.

### Infrastruktur

#### Utbildning
Skolgången i Guyana är obligatorisk och avgiftsfri för barn mellan 6 och 15 år. År 2008 gick 95 procent av barnen i den sexåriga primärskolan, och de flesta fortsatte till sekundärskolan, som består av en femårig del följt av två år. Sedan 1976 har alla skolor varit statliga, med fokus på att integrera olika befolkningsgrupper. Landet har omkring 15 högre utbildningsinstitutioner, inklusive University of Guyana i Georgetown, tre lärarhögskolor och tekniska skolor. I Guyana var analfabetismen 11,2 procent år 2021. Bland män var andelen 10,7 procent, medan den för kvinnor var något högre, 11,6 procent.

## Befolkning

### Demografi

Ålderspyramid 2017.

Guyana kallas också de sex folkens land. Traditionellt har man indelat befolkningen i sex etniska grupper – de ursprungliga indianerna, svarta av afrikanskt ursprung, indier, européer (britter), portugiser och kineser.
I maj 2007 utgjorde indierna (indoguyananer) den största delgruppen med 43,4 % av befolkningen, följd av svarta med afrikansk bakgrund (afroguyananer) 30,2 %. Befolkning med blandad bakgrund uppgår till 16,7 % och de ursprungliga indianerna (amerindianer) 9,2 %. Ingen annan befolkningsgrupp når upp till en procentenhet. En stor minoritet från Guyana lever i USA.

#### Minoriteter
Guyanas etniska blandning är ett resultat från kolonialtidens ekonomi. Med undantag för amerindianerna och en liten grupp européer härstammar de etniska grupperna från den tid då arbetskraften hämtades till kolonin för att arbeta på plantagerna. En ekonomi som baserades på sockerproduktion krävde en stor arbetsstyrka. Försök att göra den amerindianska befolkningen till slavar misslyckades och plantageägarna fick istället hämta slavar från Afrika. Omkring 1830 fanns det omkring 100 000 sådana slavar i Brittiska Guyana.
Efter att slaveriet hade avskaffats 1838, hittade plantageägarna en ny källa till billig arbetskraft, genom att kontraktsanställa utländska arbetare under en period som vanligen sträckte sig över fem år. Arbetarna hade möjlighet att förnya kontraktet för ytterligare en period eller att återvända till hemlandet efter att kontraktet hade gått ut. Importen av kontraktsanställda påbörjades innan slaveriet avskaffades och arbetskraften hämtades då från Portugal, Indien, Kina och Västindien. Kontraktsvillkoren var nästan lika hårda som slaveriet men plantageägarna lyckades ändå i början av 1900-talet rekrytera omkring 286 000 personer för arbete i landet. Mer än 80 procent av de kontraktsanställda var indier och deras ankomst till landet skulle komma att påverka Guyanas etniska sammansättning och hela det guyananska samhället.

##### Afroguyananer
Afroguyananerna, som härstammar från Afrika, kom att se sig själva som den sanna befolkningen i Brittiska Guyana, med större rätt till land än kontraktsarbetarna som hade kommit till landet efter dem. Omständigheten att plantageägarna hade gjort marken tillgänglig för indierna i slutet av 1800-talet när de hade nekat afrikanerna, gjorde afroguyananerna bittra mot andra etniska grupper i kolonin. Afroguyananernas uppfattning om sig själva som de sanna guyananerna hade inte bara sin grund i deras långa tid i landet, utan också i deras känsla av överlägsenhet när det gällde läskunnighet, religion och de brittiska koloniala värderingarna.
Tidigt på 1900-talet var majoriteten av stadsbefolkningen afroguyananer. Många afroguyananer som bodde i byarna hade flyttat in till städerna för att få arbete. Fram till 1930-talet utgjorde afroguyananerna, särskilt de som var av blandat afrikanskt och europeiskt ursprung, kärnan i den ickevita klassen. Under 1930-talet, då indoguyananerna började att komma in i medelklassen i allt större omfattning, började en konkurrens om de viktiga positionerna.

##### Indoguyananer
Mellan 1838 och 1917 hämtades omkring 240 000 indiska kontraktsarbetare till Brittiska Guyana. De hade rätt att få återvända till sitt hemland då kontrakten gick ut, men 1890 hade de flesta valt att bosätta sig i landet.
Majoriteten av de indiska immigranterna kom från norra Indien, men det fanns skillnader i kast och religion. Omkring 30 procent kom från jordbrukskast och 31 procent kom från låga kast eller så var de kastlösa. Brahma, det högsta kastet, utgjorde 14 procent av indierna. Omkring 16 procent var muslimer. Den enda synpunkt den koloniala regeringen och plantageägarna hade på kastskillnaderna var en misstro mot brahmas som eventuella ledare. Indierna fick bo och arbeta tillsammans i samma arbetslag utan att hänsyn togs till kasttillhörighet. Till skillnad från afrikanska slavar tilläts indiska kontraktsarbetare att behålla många av sina kulturella traditioner men likriktningsprocessen har gjort de moderna indoguyananerna mer homogena än vad som var fallet bland deras immigrerande förfäder.

##### Portugiser och kineser
Portugiserna var bland de första kontraktsarbetarna som hämtades till Guyana. Den portugisiska kontraktsimmigrationen började 1835 och pågick till 1882, men de flesta av dessa kom på 1860-talet. De flesta portugiser kom från Madeira.
Portugiserna lyckades ekonomiskt i Guyana men de utsattes ändå för diskriminering. Trots att de var av europeiskt ursprung behandlades de som socialt underlägsna av de brittiska plantageägarna och av myndigheterna, på grund av sitt förflutna som kontraktsarbetare samt sin romersk-katolska religion. Trots detta hade de i slutet av 1800-talet etablerat sig som en viktig del av Guyanas medelklass och kommersiella sektor.
Kinesiska kontraktsarbetare kom först till Brittiska Guyana från Kinas sydkust 1853. De var relativt få och blev de mest avkultiverade av alla kontraktsarbetare. Deras kinesiska språk och det mesta av deras kinesiska vanor och religion försvann. Det fanns inga klaner eller andra släktband och det dröjde inte länge förrän deras släktskap före den första immigranten inte gick att spåra. Eftersom de flesta kinesiska kontraktsimmigranterna var män gifte de sig med indier eller afrikaner, så därför blev inte kineserna i Guyana lika fysiskt åtskilda som andra grupper.
Liksom portugiserna lämnade kineserna plantagerna så snart deras kontrakt hade fullföljts. Många började med detaljhandel, andra blev jordbrukare och blev föregångare inom våtrisproduktion, med hjälp av teknik de hade tagit med sig från Kina. Kineserna bosatte sig oftast i städerna.

##### Amerindianer
Amerindianerna härstammar från den indianska befolkningen i Guyana och är grupperade i stammar vid kusten och i inlandet. Termen stam är en språklig och kulturell klassificering snarare än en politisk. Amerindianerna vid kusten är kariber, arawaker och Warao, vars namn kommer av de tre språkfamiljerna hos de guyananska amerindianerna. Befolkningen bland kustkariberna i Guyana minskade under 1800-talet men de arawakiska och waraoiska samhällena finns nära floderna Pomeroon och Courantyne.
Amerindianerna i inlandet klassificeras i sju stammar: Akawaio, Arekuna, Barama River Carib, Macusi, Patamona, Waiwai och Wapisiana. Barama River Carib, Akawaio, Arekuna och Patamona bor i floddalar i västra Guyana. Två amerindianska grupper finns i Rupununisavannens region: Macusi på den norra halvan och Wapisiana på den södra. Waiwai finns längst i söder, nära Essequiboflodens källa. Alla amerindianer i inlandet talade ursprungligen karibspråk med undantag för Wapisiana, vars språkfamilj tillhör arawakfamiljen.
På 1990-talet hade alla amerindianska grupper genomgått en omfattande avkultivering. Amerindianerna vid kusten var de mest avkultiverade och delade många kulturella inslag med afroguyananer och indoguyananer ur underklassen. Det har förekommit många giftermål mellan kustamerindianer och afroguyananer. Waiwai och Barama River Carib var troligtvis de minst avkultiverade bland amerindianerna, och de flesta talade engelska (eller portugisiska nära Brasilien) som första eller andra språk. Nästan alla amerindianer har påverkats av missionärer under flera årtionden och de flesta amerindianer har på ett eller annat sätt integrerats i landets ekonomiska system, även om det vanligen bara har skett i liten omfattning.

#### Migration
Under Forbes Burnhams senare år försökte regeringen skapa ett socialistiskt samhälle, vilket bland annat innebar importförbud på grundläggande livsmedel. Detta ledde till en omfattande emigration av kvalificerad arbetskraft och, tillsammans med andra ekonomiska faktorer, en betydande försämring av levnadsstandarden i landet.
I början av 2020-talet upplevde landet en årlig nettoinvandring. För Guyana var nettomigrationen -6,6 migranter per 1 000 invånare år 2024, vilket innebar att fler personer lämnar landet än de som invandrar.

### Språk
I Guyana är engelska det officiella språket, men flera andra språk talas också, inklusive amerindianska dialekter som arawak och karib, samt kreolspråk, hindi och urdu.

### Hälsa
År 2024 var befolkningstillväxten i Guyana 0,32 procent. Spädbarnsdödligheten var 21,1 dödsfall per 1 000 levande födslar, där manlig spädbarnsdödlighet var 23,9 och kvinnlig 18,3. Andelen överviktiga vuxna 2016 var 20,2 procent, och andelen underviktiga barn under 5 år var 9,3 procent (2019).
1,5 procent av vuxna var hiv-positiva (2015), och det var 100 dödsfall per år från hiv/aids (2015).

## Kultur

### Massmedier
Guyanas medielandskap domineras av den statligt ägda dagstidningen Guyana Chronicle, som har funnits sedan 1881. Det finns även ett antal veckotidningar och tidskrifter, men pressfriheten är begränsad då regeringen kontrollerar distributionen av tidningspapper.
På sändningssidan drivs både Guyana Broadcasting Corporation (GBC), som har två radiokanaler, och Guyana Television av staten. TV-sändningarna är begränsade, medan radion är mer utbredd. Dessutom finns två privata aktörer som vidaresänder satellit-TV från USA, men TV-täckningen i landet är fortfarande låg.

### Konstarter

#### Musik
Musiklivet i Guyana har påverkats av kolonialhistorien och liknar det i västindiska öar som Trinidad. Bland den indiska befolkningen dominerar populärmusik från Bollywood och musik för hinduiska högtider. Afroguyanerna utövar trumdanser och calypso, både med orkester och steelband. Urfolken i södra Guyana fokuserar på vokalmusik, ofta med enkla instrument som rassel, liknande andra grupper i Amazonas. Calypso är särskilt populär, liksom reggae och chutney-musik. Eddy Grant introducerade också den karibiska stilen ringbang under 1990-talet.

#### Arkitektur
Under 1600-talet etablerade holländarna fort som Fort Nassau (1627) vid Berbicefloden. När britterna erövrade området grundade de Georgetown 1781. Många byggnader där inspirerades av gotiska stilar, som Saint Andrew-kyrkan (1818), medan parlamentsbyggnaden byggdes i neoklassisk stil med doriska kolonner. Georgetown utvecklades med byggnader som Smith Congregational Church (1841) och State House (1854). Senare kom landmärken som Stabroek Market (1881) och Saint George’s Cathedral (1892). På 1900-talet inspirerades arkitekturen av internationella trender, med verk som University of Guyana (1963) och National Cultural Centre (1976).

## Internationella rankningar
| Organisation                                | Undersökning                   | Rankning   |
| ------------------------------------------- | ------------------------------ | ---------- |
| Heritage Foundation/The Wall Street Journal | Index of Economic Freedom 2019 | 113 av 180 |
| Reportrar utan gränser                      | Pressfrihetsindex 2019         | 51 av 180  |
| Transparency International                  | Korruptionsindex 2018          | 93 av 180  |
| FN:s utvecklingsprogram                     | Human Development Index 2018   | 123 av 189 |